# Pick-up

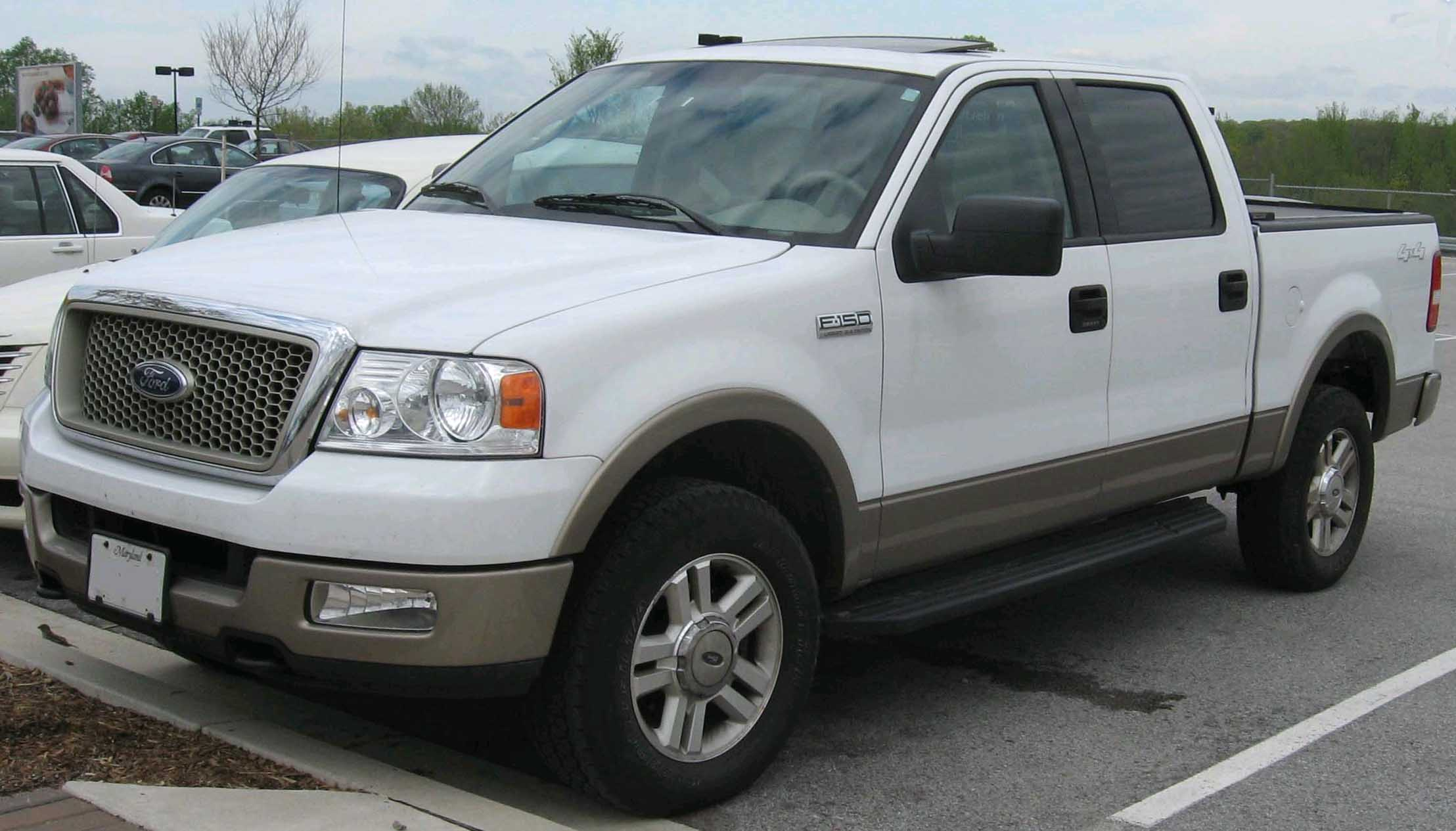
Pick-up in Amerika (Ford F-Serie)

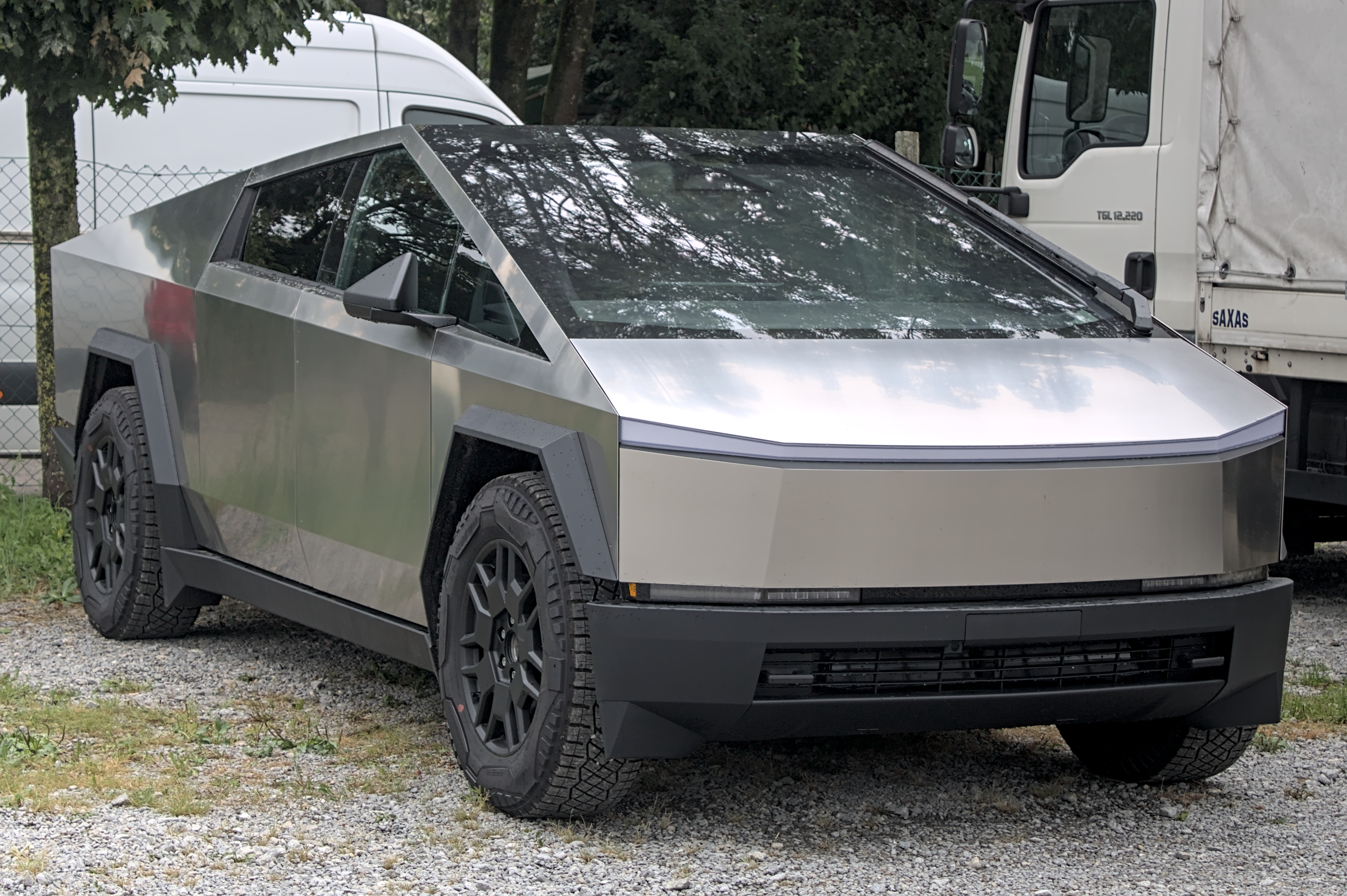
Elektrisch angetriebener Pick-up: Tesla Cybertruck

Ein Pick-up (aus englisch pick up ‚aufnehmen‘ oder ‚mitnehmen‘) ist ein Pkw, Lkw oder Geländewagen mit offener Ladefläche. Der Pick-up unterscheidet sich vom Pritschenwagen durch die nicht-ebene Ladefläche mit Radkästenausschnitten. Die Bedeutung dieses Fahrzeugtyps ist in verschiedenen Teilen der Erde sehr unterschiedlich.
Klassische Pick-ups bestehen aus einem Leiterrahmen mit darauf separat aufgeschraubter Kabine bzw. Fahrerhaus und Ladefläche („Pritsche“, engl. cargo bed oder cargo box) mit starrer Hinterachse und Blattfederung.

## Nordamerika

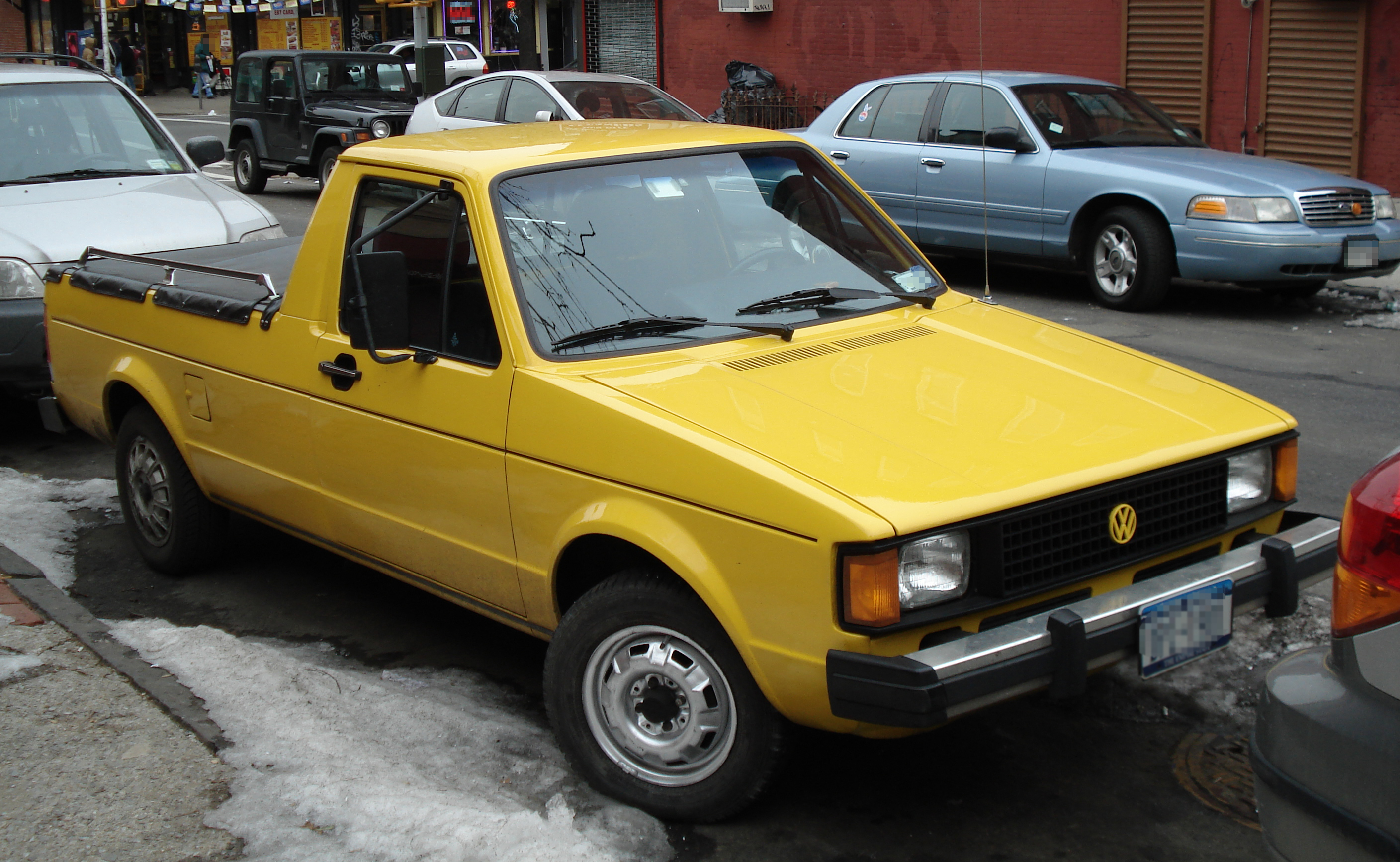
VW Caddy: In den USA entwickelt, wurde aber auch für den europäischen Markt produziert

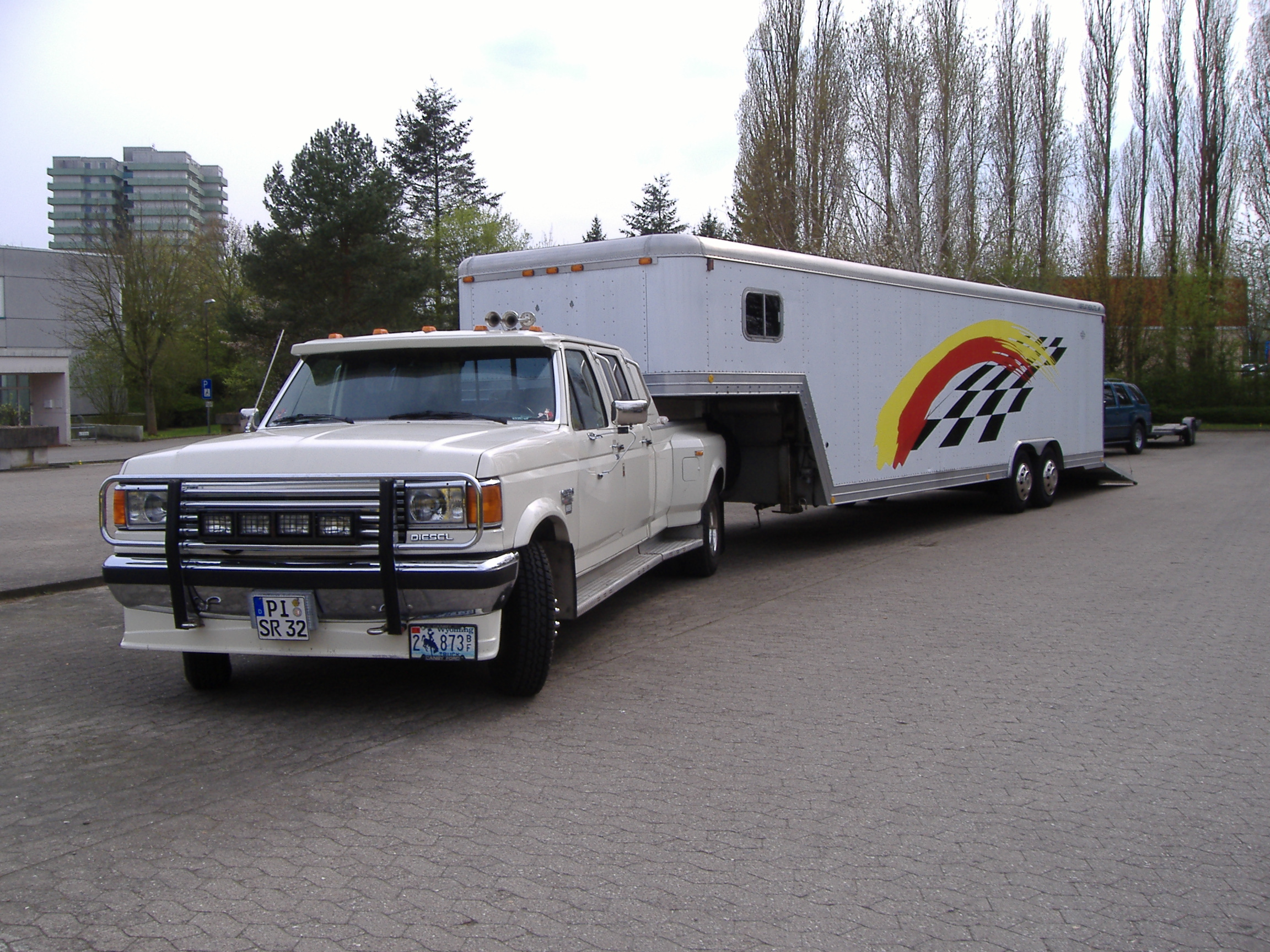
Pkw-Transporter mit Pick-up als Zugmaschine: Ford F-350 (1987–1991) mit Crew-Cab-Doppelkabine, Doppelbereifung und Rammschutz

In Nordamerika wird diese Gattung einfach Truck oder seltener Pickup truck genannt. Die Fahrzeuge basieren meist auf einem Geländewagen oder einem SUV. Sie gelten nicht nur als Nutzfahrzeuge, sondern werden überwiegend als normale Pkw mitunter auch als Freizeitautos bis hin zum Statussymbol eingesetzt. Das zeigt sich in den Ausstattungslinien. Wirklich für die Arbeit verwendet werden meist nur die spartanischen Grundversionen. Darüber rangieren Ausstattungslinien mit allen erdenklichen Luxus-Extras.
Bei der Motorisierung dominieren in den USA hubraumgroße V6- und V8-Ottomotoren das Angebot, auch wenn bei Dodge, GMC, Chevrolet und Ford seit Jahren Dieselmotoren mit sechs oder acht Zylindern erhältlich sind. In Nordamerika werden Pick-up-Trucks mit Hinterradantrieb oder optional mit zuschaltbarem oder permanentem Allradantrieb angeboten.
In den USA werden Pick-ups nach der Größe eingeteilt: Small Size oder Compact (zum Beispiel Ford Maverick), Midsize (zum Beispiel Nissan Frontier), Upper Midsize (nur Dodge Dakota/Mitsubishi Raider) und Full Size (Dodge Ram, Ford F-Serie, Chevrolet Silverado etc.)

## Australien
In Australien (und in Neuseeland) gibt es neben Pick-ups nordamerikanischen Stils die Gattung der Ute (abgeleitet aus dem engl. utility), die auf einem größeren Pkw basiert.

## Europa

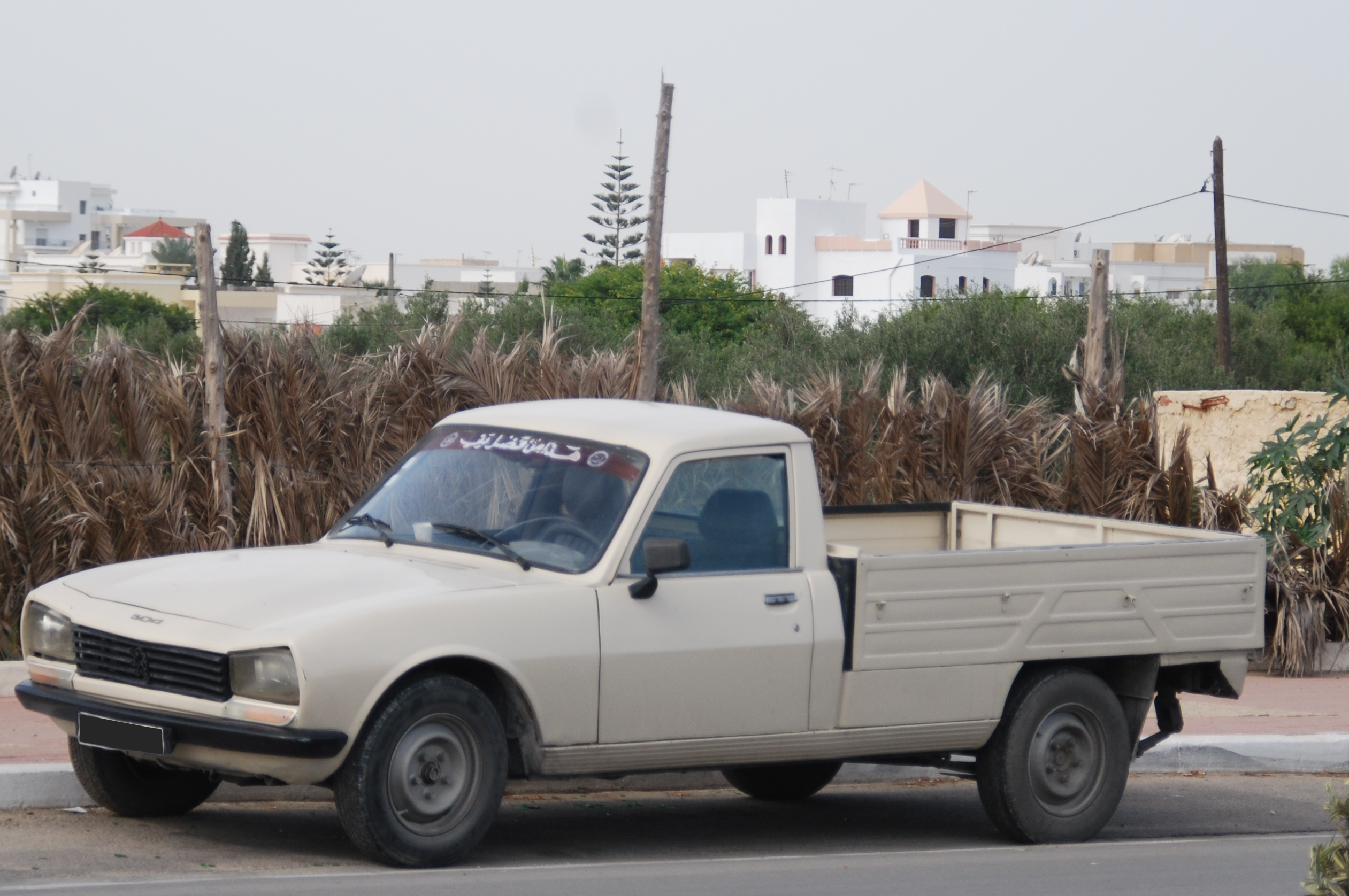
Beispiel für einen Pick-up europäischer Herkunft: Peugeot 504

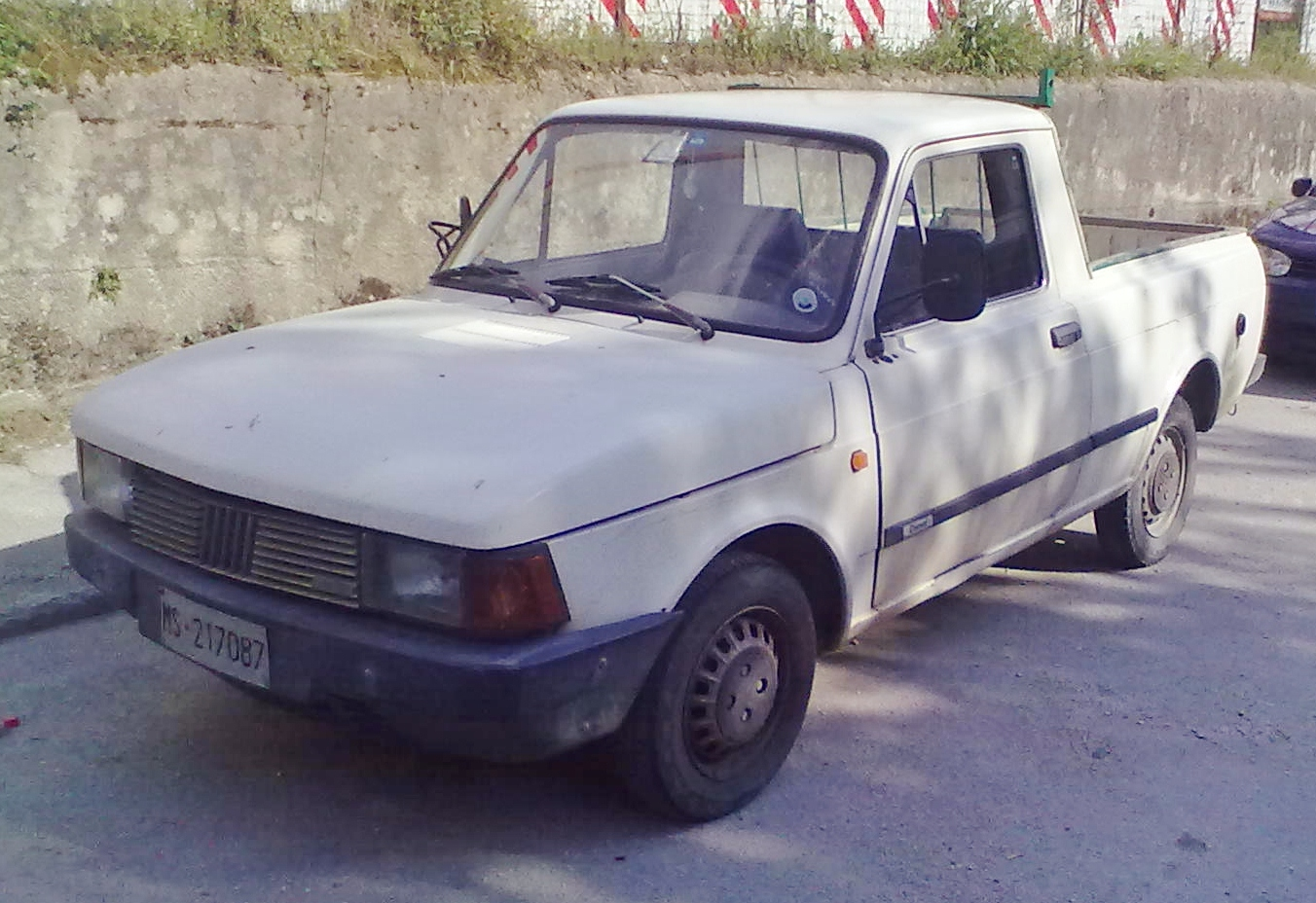
Fiat Fiorino der ersten Generation im italienischen Avellino

In Europa waren lange Zeit Pick-ups auf der Basis von Pkw-Modellen verbreitet. Volkswagen lieferte mit dem VW Caddy eine vor allem im gewerblichen Bereich verwendete Pick-up-Version des VW Golf, die auf einer in Amerika entwickelten Konstruktion beruhte. Für den europäischen Markt wurde das Auto von Tvornica Automobila Sarajevo in Sarajevo produziert. Der Nachfolger basierte auf dem Škoda Felicia.
In der DDR wurde eine Variante des Pkw Wartburg 353 als Pick-up ausgeliefert; im Export war er vor allem in Ungarn beliebt und ist dort noch regelmäßig im Einsatz anzutreffen. Auch vom Nachfolgemodell, dem mit einem in VW-Lizenz gefertigten Viertaktmotor versehenen Wartburg 1.3, wurde eine Lieferwagen-Version gebaut.
Vor allem im ländlichen Bereich Frankreichs waren Pick-ups bis in die 1970er Jahre verbreitet; um diesen Markt zu bedienen, lieferte Peugeot Pick-up-Versionen auf der Basis der jeweiligen Mittelklassemodelle 403, 404 und 504. Mit der Einstellung des Peugeot 504 endete die Pick-up-Produktion französischer Hersteller.
Abgesehen davon gab es von europäischen Herstellern in der Vergangenheit einige Pick-ups auf der Basis von Kleinwagen. Aktuell sind hiervon nur noch die als Billigauto gedachten Modelle Dacia Logan und Fiat Strada geblieben.
In jüngerer Zeit wird der europäische Pick-up-Markt von japanischen Herstellern dominiert, welche die Fahrzeuge auch mit Diesel-Motoren ausstatten. Beispiele hierfür sind etwa Toyota Hilux, Mitsubishi L200, Mazda BT-50, Nissan Navara oder Isuzu D-Max. Ford vertreibt den auf dem Mazda BT-50 basierenden Ranger. Mercedes-Benz versuchte sich mit der X-Klasse, die ebenso wie der Renault Alaskan auf dem Nissan Navara basierte, erfolglos im Pick-up-Segment. Seit 2010 bietet Volkswagen mit dem VW Amarok ein selbst entwickeltes Fahrzeug dieser Art an. Daneben werden in vergleichsweise kleinen Stückzahlen und ohne offiziellen Vertrieb Pick-ups aus den USA importiert, die deutlich größer und fast immer mit großvolumigen Ottomotoren ausgestattet sind, beispielsweise Dodge Ram, Ford F-150 und Chevrolet Silverado.

## Südliches Afrika
Im südlichen Afrika sind Pick-ups weit verbreitet und als Bakkie bekannt.

## Entwicklungsländer
In Entwicklungsländern (und auch einigen reicheren Staaten Asiens) sind Pick-ups als universelle Nutzfahrzeuge weit verbreitet. Diese Fahrzeuge stammen fast ausschließlich von japanischen oder einheimischen Herstellern. Im spanischsprachigen Raum (insbesondere Lateinamerika) werden diese Fahrzeuge als camionetas bezeichnet, was die Verkleinerungsform des Wortes für ‚Lastwagen‘ darstellt; im südlichen Afrika als bakkies.
In Krisengebieten werden Pick-ups oft von verschiedenen Konfliktparteien als sogenannte Technicals eingesetzt, welche eine günstige Alternative zu regulären Militärfahrzeugen darstellen.